# Lithocarpus oblancifolius
Lithocarpus oblancifolius är en bokväxtart som beskrevs av Julia och Soupadmo. Lithocarpus oblancifolius ingår i släktet Lithocarpus och familjen bokväxter. Inga underarter finns listade.